# Гудари, Реза
Мохаммедреза Гудари (перс. ‌محمدرضا گودری‎; 14 декабря 1988, Тегеран, Иран), известный под своим профессиональным именем Реза Гудари (перс. ‌رضا گودری‎) — иранский боец смешанных единоборств. Он первый иранец, который сражался в шести дисциплинах: карате, тайский бокс, бокс голыми кулаками, бразильское джиу-джитсу, грэпплинг и смешанные боевые искусства, и провел 299 профессиональных боев.

## Личная жизнь
Гудари родился в Тегеране 14 декабря 1988 года. Он провел свою молодость в районе Нармака и начал заниматься спортом в июле 1995 года. В возрасте 7 лет он изучил приемы дзюдо и Ушу, затем увлекся практическими боями и, наконец, обучился карате под руководством Хамида Солтани. Гудари прошел Военная служба в 58-й дивизии рейнджеров, после чего был переведен в армейское подразделение Физическая подготовка Сухопутные войска Ирана.

## Спортивная жизнь
Членство в сборной, чемпионство в лиге карате и более двадцати титулов национального чемпионата были среди достижений Гудари за годы его жизни в Иране. В феврале 2015 года, после того как его тренер Хамид Солтани эмигрировал в Германия, он эмигрировал из Ирана, чтобы изучать приемы смешанных единоборств.
После семи лет жизни в Восточная Азия он выиграл первенство международного чемпионата по карате, первенство чемпионата мира по боевым искусствам и зафиксировал профессиональные бои по тайскому боксу, боксу ракушек, бразильскому джиу-джитсу и смешанным единоборствам.
27 августа 2021 года он объявил, что продолжит обучение в США с 2023 года.

### Смешанные боевые искусства
В настоящее время Гудари тренируется в лагере Venom в Таиланде под руководством Мехди Затота. 30 апреля 2022 года он провел свой первый бой по смешанным единоборствам против Жана Карлоса Перейры, который проиграл единогласным решением судей.

### Карате
В 2016 году Гудари занял третье место на международных соревнованиях по карате в Паттайя и вошел в восьмерку лучших бойцов на чемпионате мира в Осака. В 2017 и 2018 годах на Окинава он стал первым известным иностранцем в истории, выигравшим титул 2 года подряд. У Гудари черный пояс по карате 4, а также степень тренера и судьи (A) Всемирной организации Синденкай. У него также есть удивительный рекорд из 299 профессиональных боев карате с 253 победами.

### Тайский бокс
В 2016 году Гудари начал заниматься тайским боксом под руководством Сакмункеля Сичочека. В период с 2018 по 2020 год он провел восемь профессиональных боев по тайскому боксу. 22 апреля 2018 года он дрался с бойцом UFC Филом Хоузом в организации Max Muay Thai.

### Бразильское джиу-джитсу
В 2019 году Гудари начал тренироваться по бразильскому джиу-джитсу под руководством Селсо Ролима-младшего в тренировочном лагере Fairtex. Он смог получить синий пояс от Д'Аленцио Джексона в 2020 году. В 2019 и 2020 годах он завоевал 6 золотых, 1 серебряную и 3 бронзовые медали на международных турнирах CUPA de Bangkok и Siam Cup. А в 2022 году завоевал золотую медаль международный чемпионат ADCC.

### Бокс
18 декабря 2021 года Гудари дал бой Сиримонгкол Сингванча, самому титулованному чемпиону Таиланда по боксу, на мероприятии BKFC (бокс голыми кулаками) Thailand 1.

### Всемирный турнир по боевым искусствам
В 2016 и 2019 годах Гудари завоевал бронзовые медали на чемпионате мира по боевым искусствам в Чхонджу.

### Международный конкурс Yongmudo
Гудри также завоевала серебряную медаль на Международном конкурсе Yongmudo в Йонъин.